# Magnus Romeo
Magnus Romeo (né en 2001) est un étalon de robe baie, inscrit au stud-book du Selle argentin, monté en saut d'obstacles par le cavalier argentin Martin Mallo, puis par Clarissa Crotta, Beat Mändli, et enfin par le cavalier international allemand Hans-Dieter Dreher. Ce fils de Royal Feu remporte notamment le Grand Prix du Jumping international de Bordeaux en 2013.

## Histoire

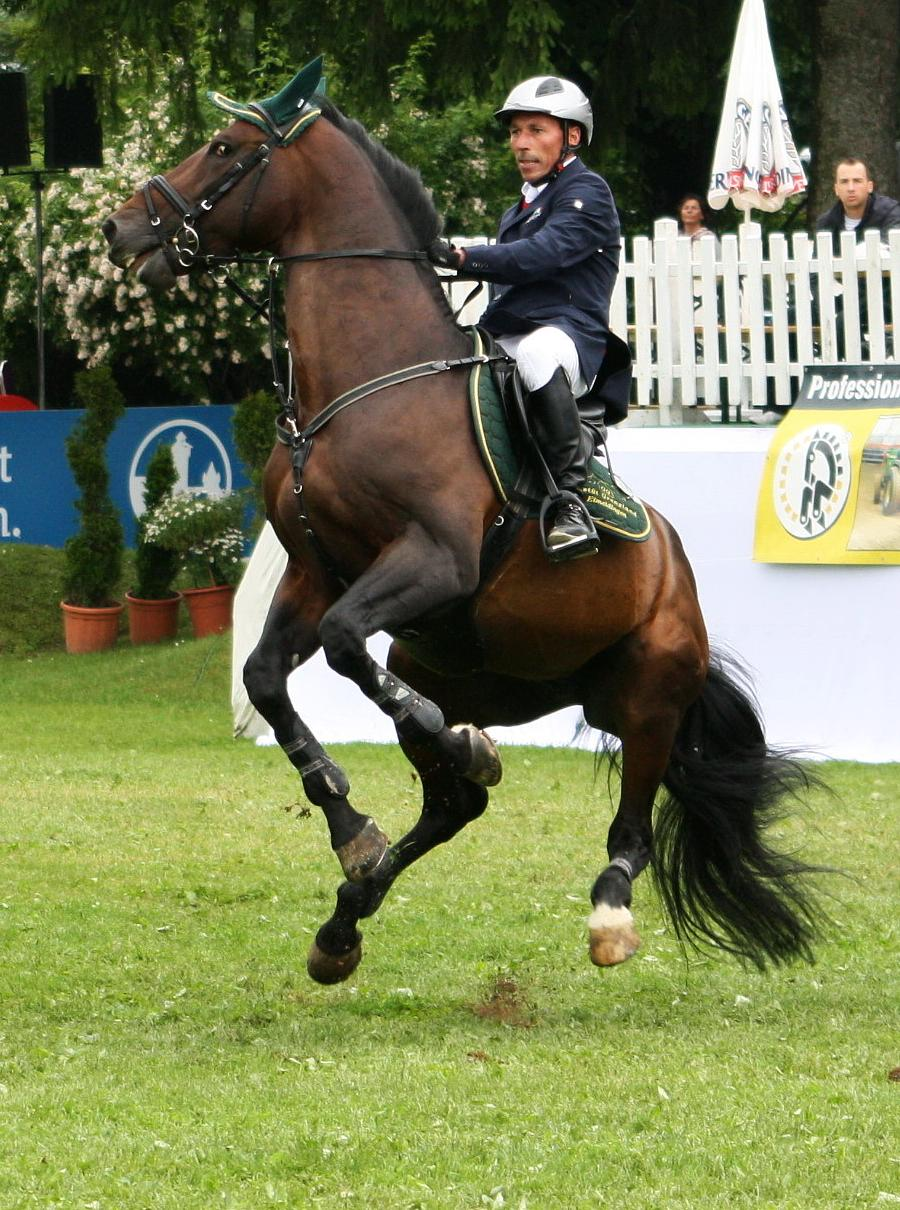
Magnus Romeo monté par Hans-Dieter Dreher lors du CSI-5* de Wiesbaden en 2011.

Il naît en 2001 en Argentine, à l'élevage de Patricia Peralta Ramos. Sa carrière débute dans ce pays : sacré vice-champion des étalons de sport argentins à l'âge de 3 ans, puis de nouveau vice-champion à 6 ans, enfin champion national à 7, il accède aux épreuves internationales de saut d'obstacles avec le cavalier Martin Mallo. Il se fait remarquer grâce à son double sans-fautes lors de la Coupe des Nations de Wellington.
Début 2009, il est récupéré par la suissesse Clarissa Crotta.

## Description
Magnus Romeo est un étalon de robe bai foncé, inscrit au stud-book du Selle argentin selon le site de la Fédération équestre internationale et la WBFSH. Titulaire d'un passeport argentin, il est cependant indiqué comme un cheval Hanovrien sur le site officiel de Hans-Dieter Dreher. Il toise 1,72 m. Il dispose d'une excellente technique de saut et présente de bons réflexes.

## Palmarès
Il est 65e du classement mondial des chevaux d'obstacle établi par la WBFSH en octobre 2013.
- Février 2013 : vainqueur du Grand Prix du Jumping international de Bordeaux[8].
- 2013 : vainqueur de la Hickstead Nations Cup, 3e place du Grand Prix de Wiesbaden.
- 2015 : vainqueur du Grand Prix des Classiques Ichenheim

## Pedigree
Magnus Romeo est un fils de l'étalon Selle français Royal Feu et de la jument argentine Soy Happy, par le Zangersheide Hans Anders Z.
| Origines de Magnus Romeo                              | Origines de Magnus Romeo                    | Origines de Magnus Romeo         | Origines de Magnus Romeo |
| ----------------------------------------------------- | ------------------------------------------- | -------------------------------- | ------------------------ |
| Père Royal Feu 1983 - Selle français Bai-brun, 1,70 m | Lord Gordon 1977 - Selle français           | Almé 1966 Selle français A       | Ibrahim                  |
| Père Royal Feu 1983 - Selle français Bai-brun, 1,70 m | Lord Gordon 1977 - Selle français           | Almé 1966 Selle français A       | Girondine                |
| Père Royal Feu 1983 - Selle français Bai-brun, 1,70 m | Lord Gordon 1977 - Selle français           | Taviane 1963 Selle français A    | Brûle Tout               |
| Père Royal Feu 1983 - Selle français Bai-brun, 1,70 m | Lord Gordon 1977 - Selle français           | Taviane 1963 Selle français A    | Effluviane               |
| Père Royal Feu 1983 - Selle français Bai-brun, 1,70 m | Neurine 1979 - Selle français               | Laudanum 1967 Pur-sang           | Boran                    |
| Père Royal Feu 1983 - Selle français Bai-brun, 1,70 m | Neurine 1979 - Selle français               | Laudanum 1967 Pur-sang           | Monta Bella              |
| Père Royal Feu 1983 - Selle français Bai-brun, 1,70 m | Neurine 1979 - Selle français               | Ramona 1961 Selle français A     | Casoar                   |
| Père Royal Feu 1983 - Selle français Bai-brun, 1,70 m | Neurine 1979 - Selle français               | Ramona 1961 Selle français A     | Haute Rive               |
| Mère Soy Happy 1996 - Selle argentin                  | Hans Anders Z 1991 - Zangersheide           | Acord II 1987 Holsteiner         | Ahorn Z                  |
| Mère Soy Happy 1996 - Selle argentin                  | Hans Anders Z 1991 - Zangersheide           | Acord II 1987 Holsteiner         | Ribecka                  |
| Mère Soy Happy 1996 - Selle argentin                  | Hans Anders Z 1991 - Zangersheide           | Calipa Z 1986 Hanovrien          | Cor de la Bryère         |
| Mère Soy Happy 1996 - Selle argentin                  | Hans Anders Z 1991 - Zangersheide           | Calipa Z 1986 Hanovrien          | Ratina Z                 |
| Mère Soy Happy 1996 - Selle argentin                  | Weltgotthard Lollipop 1987 - Selle argentin | Weltgotthard 1981 Selle argentin | Welt As                  |
| Mère Soy Happy 1996 - Selle argentin                  | Weltgotthard Lollipop 1987 - Selle argentin | Weltgotthard 1981 Selle argentin | Rudore KII               |
| Mère Soy Happy 1996 - Selle argentin                  | Weltgotthard Lollipop 1987 - Selle argentin | Estampita 1980 Selle argentin    |                          |
| Mère Soy Happy 1996 - Selle argentin                  | Weltgotthard Lollipop 1987 - Selle argentin |                                  |                          |